# Cryptodesmus gabonicus
Cryptodesmus gabonicus är en mångfotingart som först beskrevs av Lucas 1858.  Cryptodesmus gabonicus ingår i släktet Cryptodesmus och familjen Cryptodesmidae. Inga underarter finns listade i Catalogue of Life.